# Erik Schuschwary
Erik Schuschwary (* 9. September 1993) ist ein deutscher Floorballnationalspieler.

## Karriere
Schuschwary wurde in den Jugendmannschaften der Unihockey Igels Dresden ausgebildet. Mit 14 Jahren debütierte er bei den Herren in der 2. Floorball-Bundesliga. Im Jahr 2011 stieg er mit den Igels in die 1. Floorball-Bundesliga auf. Nach dem Abstieg vier Jahre später wechselte er für ein Jahr zum tschechischen Verein Florbal Ústí. Von dort wechselte er in die Floorball-Bundesliga zu den Floor Fighters Chemnitz und spielte parallel mit Zweitlizenz für Dresden. Seit 2017 spielt Erik Schuschwary für den MFBC Leipzig. Dort ist er Kapitän des Herrenteams. Schuschwary ist Nationalspieler. Zudem trainiert er das Damenteam MFBC Leipzig/Grimma.